# Підпула
Підпу́ла, Пудпула — гора у північно-західній частині масиву Свидовець (Українські Карпати, у межах Тячівського району Закарпатської області). Розташована на хребті Шаса — найбільшого північно-західного відгалуження головного Свидовецького хребта.
Висота Підпули — 1634 м (за іншими даними — 1629 м). Підніжжя вкриті лісами, ближче до вершини — полонини з чорничниками. Місце зростання рідкісної рослини — нарцису вузьколистого, занесеного до Червоної книги України. Північний, північно-східний та південно-східний схили пологі, західний, південний та східний — круті.
На схід від Підпули розташована гора Татарука (1707 м), на південний схід — гора Унгаряска (1707 м), на південь — Мала Куртяска (1644 м), на захід — Під Стогами (1378 м), на північний захід — Берляска (1555 м).
Через Підпулу проходить туристичний маршрут від села Лопухів до головного хребта Свидовецького масиву.
Найближчі населені пункти: село Чорна Тиса, селище Усть-Чорна, село Красна.